# Faig

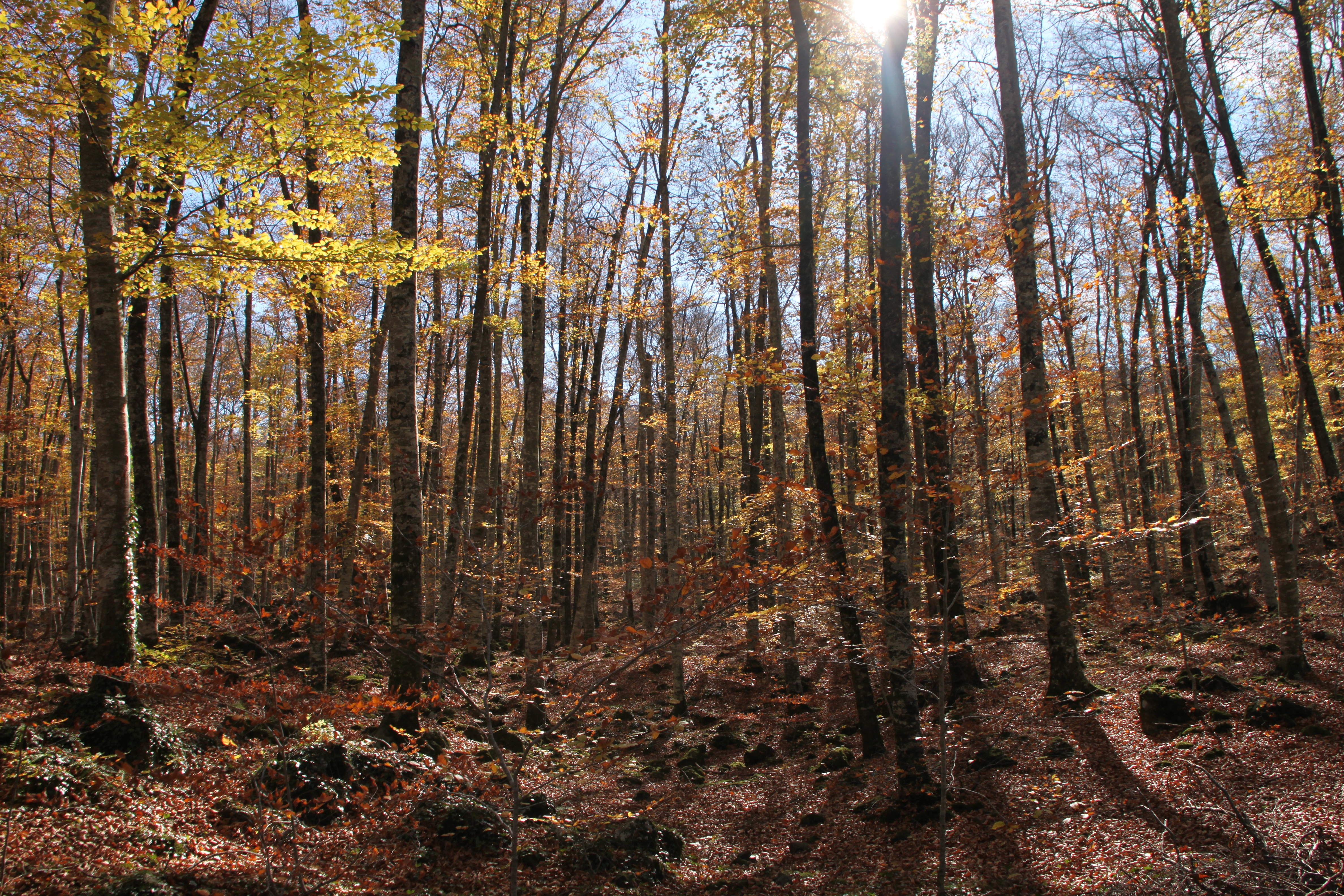
La Fageda d'en Jordà, bosc situat a Santa Pau (Garrotxa)

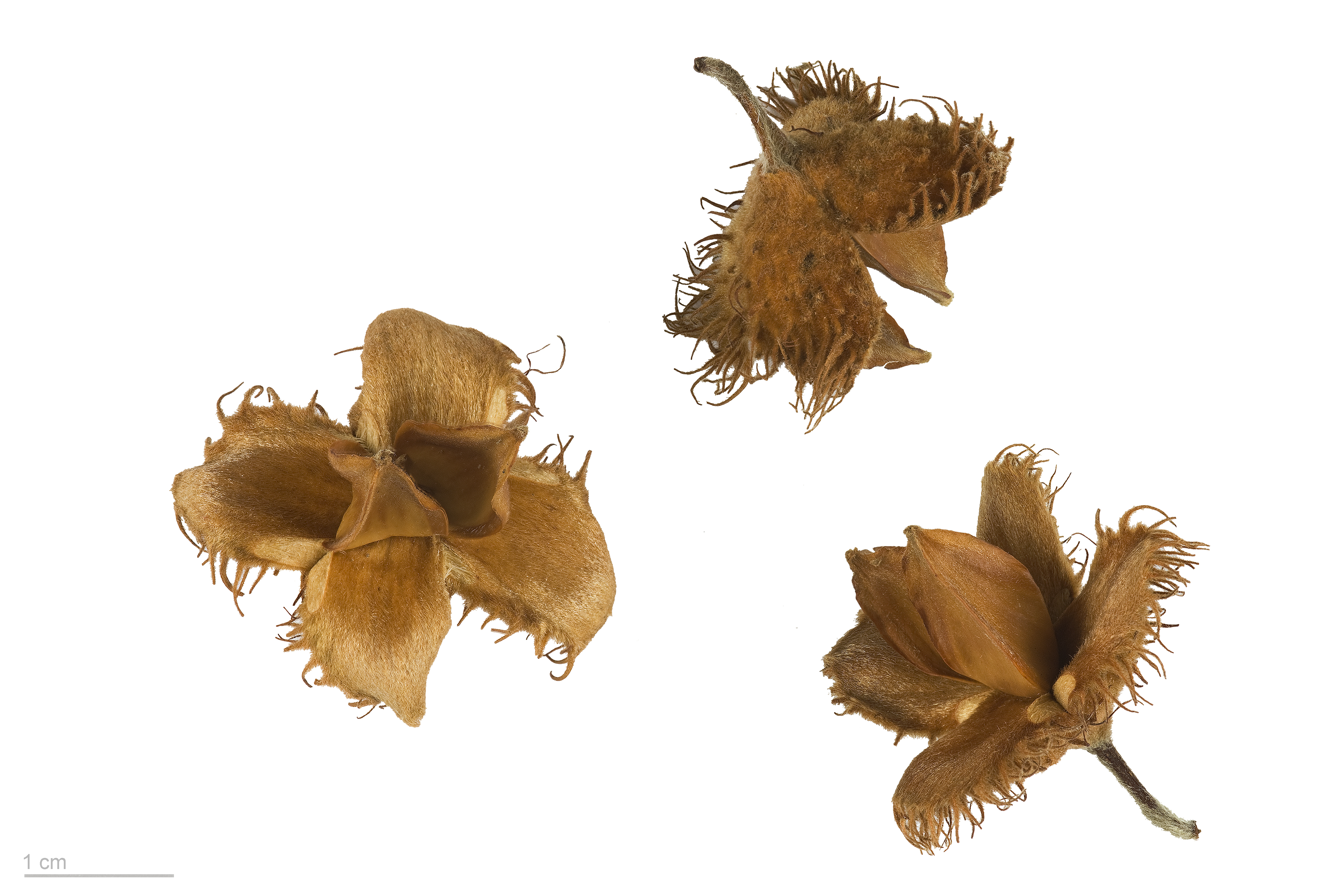
Fagus sylvatica

El faig (Fagus sylvatica) és un gran arbre caducifoli del gènere Fagus i de la família Fagaceae. S'anomena fai en pallarès i ribagorçà, i en valencià faig bosquer. Un bosc on l'espècie predominant és el faig es diu fageda o fajosa.

## Morfologia
És un arbre de fins a 40 metres d'alçada, amb el tronc dret, l'escorça grisenca i llisa i una capçada ampla. És una espècie monoica. Les flors masculines estan reunides en una inflorescència globular pèndula i les femenines, de dues en dues, envoltades d'un involucre.
Les fulles són simples i alternes. Tenen un pecíol curt i el seu limbe és de forma ovalada amb el marge amb pèls fins i sedosos. Són fulles que adopten un color verd viu quan són joves, i a poc a poc durant la maduresa van enfosquint. Els seus nervis laterals són paral·lels (penninervia) i la disposició és horitzontal. Gràcies a la seva filotaxis, poden captar la màxima llum possible, cosa que fa que creïn boscos ombrívols.
A la tardor, les fulles perden el color i es tornen de color daurat vermellós. El fruit és de color bru, amb 3 arestes prominents i reunides de 2 en 2, dins d'una cúpula llenyosa i amb espines llargues i toves, aquesta cúpula pren una forma arrodonida, deixant al descobert les llavors del fruit.

## Ecologia
Macrofaneròfit que creix en terrenys no gaire compactes de clima humit. A Catalunya el trobem a l'estatge montà, és a dir, entorns de muntanya mitjana, aproximadament a una altitud de 1600 m, on les condicions climàtiques són menys temperades i hi ha un augment considerable en la pluviositat dels estius. Forma boscos als vessants humits i ombrívols, on s'estanca sovint la boira i els núvols. Floreix de març fins al maig.
Els sòls on habita són frescos i fèrtils. Comparteix sòl amb espècies que necessiten terrenys àcids i de bon drenatge, rocs amb màteria orgànica. Comparteix hàbitat amb els abies alba (avets).
No tolera als sòls argilosos o semblants, a causa de la dificultat d'obtenir-ne nutrients i manca d'aireació.
La seva rusticitat oscil·la entre els -20 °C arribant als seus mínims i a un +30 °C com a màxim, unes característiques extremes en què l'arbre pateix. És un arbre que no tolera gens la sequera i la calor extrema, en canvi sí que és resistent a les gelades.

## Àrea de distribució
La fageda és un bosc típic de l'estatge montà. S'estén per Europa, arriba al sud-est de Noruega, al mar Negre i pel sud a les muntanyes de Grècia i Sicília. A la península Ibèrica es distribueix per la meitat nord peninsular. Als Països Catalans el trobem al Pirineu, i estatge montà interior, dels 500 a 2.000 m. Es fa a les contrades de clima oceànic i humit. A les terres de l'Ebre es troba la fageda més meridional d'Europa, al barranc del Retaule, al terme de La Sénia (Montsià) i dins del Parc Natural dels Ports.
És relativament rar a Catalunya, però és la vuitena espècie més abundant, amb més de 36 milions de peus i la segona espècie caducifòlia més abundant, després del roure martinenc. Les fagedes es concentren al Ripollès (10 milions de peus), la Garrotxa, Osona, la Vall d'Aran i el Berguedà, tot i que també n'hi ha a l'Alt Empordà, al Montseny (la Selva i el Vallès Oriental) i fins i tot al Solsonès i als Ports (Montsià).

### Fagedes representatives dels Països Catalans
| Fageda                 | Municipi           | Comarca         | Espai natural, parc                                              |
| ---------------------- | ------------------ | --------------- | ---------------------------------------------------------------- |
| Fageda d'en Jordà      | Santa Pau          | Garrotxa        | Parc Natural de la Zona Volcànica de la Garrotxa                 |
| Fageda del Retaule     | La Sénia           | Montsià         | Parc Natural dels Ports                                          |
| Fageda de la Grevolosa | La Vall d'en Bas   | Garrotxa        | Serra dels Llancers                                              |
| Fageda de Castellet    | Tremp              | Pallars Jussà   | Serra de Castellet                                               |
| Fageda de Santa Fe     | Fogars de Montclús | Vallès Oriental | Vall de Santa Fe, Massís del Montseny, Parc Natural del Montseny |
| Fageda de Gresolet     | Saldes             | Berguedà        | Pedraforca, Cadí, Parc Natural del Cadí-Moixeró                  |
| Fageda Clot d'en Pere  | Gréixer            | Berguedà        | Serra del Moixeró, Parc Natural del Cadí-Moixeró                 |
| Bosc de la Contesa     | Vielha e Mijaran   | Vall d'Aran     | Vall de Conangles                                                |

## Etimologia
El nombre genèric llatí Fagus se sembla al grec 'per menjar' i es podria interpretar com a referència a les llavors comestibles. Però ja designa una classe d'arbres (fajos i roures) l'antigua arrel indoeuropea bʰeh₂ǵos, que és la base del grec antic φηγός phāgós "tipus de roure". Sylvatica fa esment a la seva capacitat per a formar bosc.

## Usos

### Medicinals
Se n'utilitza l'escorça i les fulles. L'escorça té una bona quantitat de tanins (3-4%), mentre que les fulles són riques en flavonoides, sobretot en quercetòsid. La fusta té molta quantitat de fenols com ara la creosota.
S'ha emprat tradicionalment com a antisèptic, antidiarreic, cicatritzant, analgèsic, antipirètic, antitussigen i expectorant. Popularment s'empra en el tractament de la grip, refredats, bronquitis, faringitis, odontàlgies i diarrees. La fulla del faig té, a més, propietats com a diürètic.

### Altres usos
La fusta del faig és apreciada en fusteria, torneria, ebenisteria i construcció (com travesses de ferrocarril) i, antigament, per a fer carbó. També es cultiva com a ornamental. El fruit, la faja, és comestible i antigament se n'extreia un oli de cuina al nord d'Europa.
Els seus fruits s'utilitzen com a alimentació humana, i principalment per a l'alimentació de bestiar ja que és un producte amb alt contingut proteic i oli vegetal que engreixa el bestiar.
S'utilitza com a arbre ornamental en parcs i jardins a conseqüència de la seva majestuositat.

#### Documents sobre la fusta
- c37aC. Virgili esmenta la fusta de faig en diverses eines agrícoles.[9][10]
- 1612. Llibre dels secrets de agricultura, casa rustica y pastoril.[11]
- 1652. Preus de guitarres i guitarró de fatg (faig?).[12]
- 1764. Diccionario valenciano-castellano.[13]
- 1767. Segons l'obra de referència[14] l'única fusta emprada en la construcció de rems de galeres era la de faig (Fagus sylvatica). L'autor recomana arbres amb un tronc de diàmetre moderat que permetin cadascun la fabricació d'un parell o dos de rems. Calia triar els que creixien en indrets especials, amb un sòl ric i no gaire humit. I els que donaven una fusta més aviat blanca i no pas rogenca. Un cop l'arbre tallat calia escairar-lo una mica i marcar amb cordill les línies per a asclar-lo en dues, quatre o més peces, segons el diàmetre. Cada peça, anomenada "stelle" o "atelle" en francès ("estella" en català, des de l'edat mitjana) servia per a fer un rem. Els rems de galera eren molt llargs: 44 peus i 5 polzades per a una galera "reial" i 38 peus i 4 polzades per a les galeres "subtils". De gruix considerable, no podien ser manejats directament. S'afegia al rem un "agafador" i es protegia la part de la canya propera a l'estrop amb galavernes de fusta d'alzina verda (formades per dos semi-cilindres d'uns 6 peus de llarg).
- 1771. Usos per part dels carrossers: Art du Menuisier-Carrossier.[15]
- 1780. Instruction sur les bois de marine.[16]
- 1783. Ascles o estelles per a rems de galera.[17]
- 1841. Facilitat de fer ascles.[18]
- 1856. Espoletes de fusta de faig.[19][20]
- 1861. Faig per a rems de galera.[21]
- 1865. Diccionario de material mercantil industrial y agricola que contiene la indicación la descripción y los usos de todas las mercancias.[22]
- 1873. Patent francesa per a reforçar politges nàutiques de fusta de faig.[23]
- 1955?[24]
- 1978. Quilla de faig d'un balener basc enfonsat.[25]

## Toxicitat
Se'n té constància d'intoxicacions per ingesta excessiva de llavors que poden portar a un quadre de problemes gastrointestinals com vòmit, diarrea, dolors abdominals i paràlisi digestiva, segurament per l'alt contingut en tanins.

## Variants i cultivars
A causa de la seva majestuositat com a arbre i l'apreci que se li té, se n'han creat cultivars i variants de l'espècie, alguns amb un canvi de forma a la fulles, d'altres en la seva pigmentació. Dos exemples de molts que n'hi ha són els següents, on es veu la varietat en la forma de la fulla i en l'altra una pigmentació més vermellosa. Aquestes variants ofereixen canvis en el paisatge.

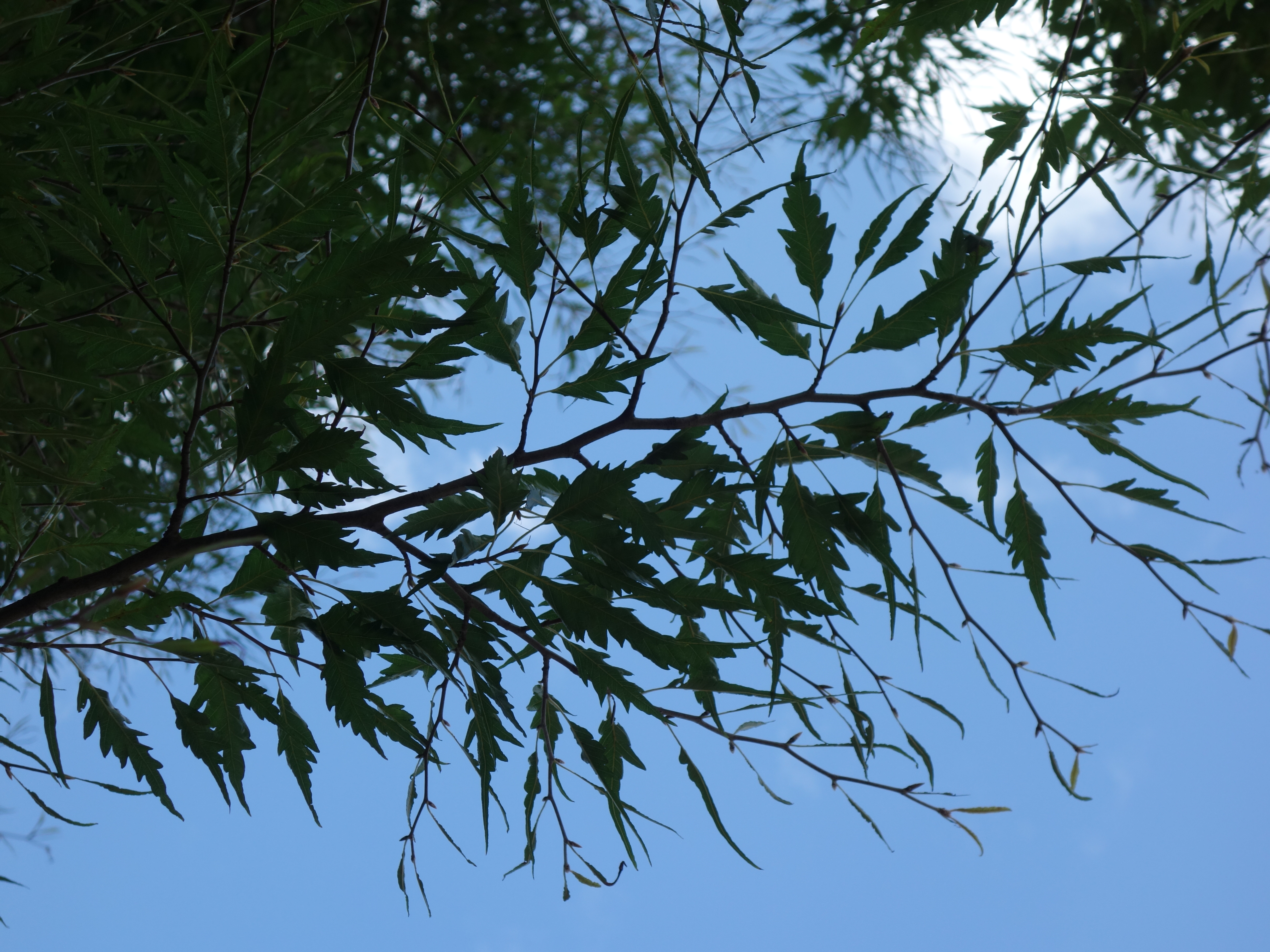
Fulles del cultivar Fagus Sylvatca "Asplenifolia"

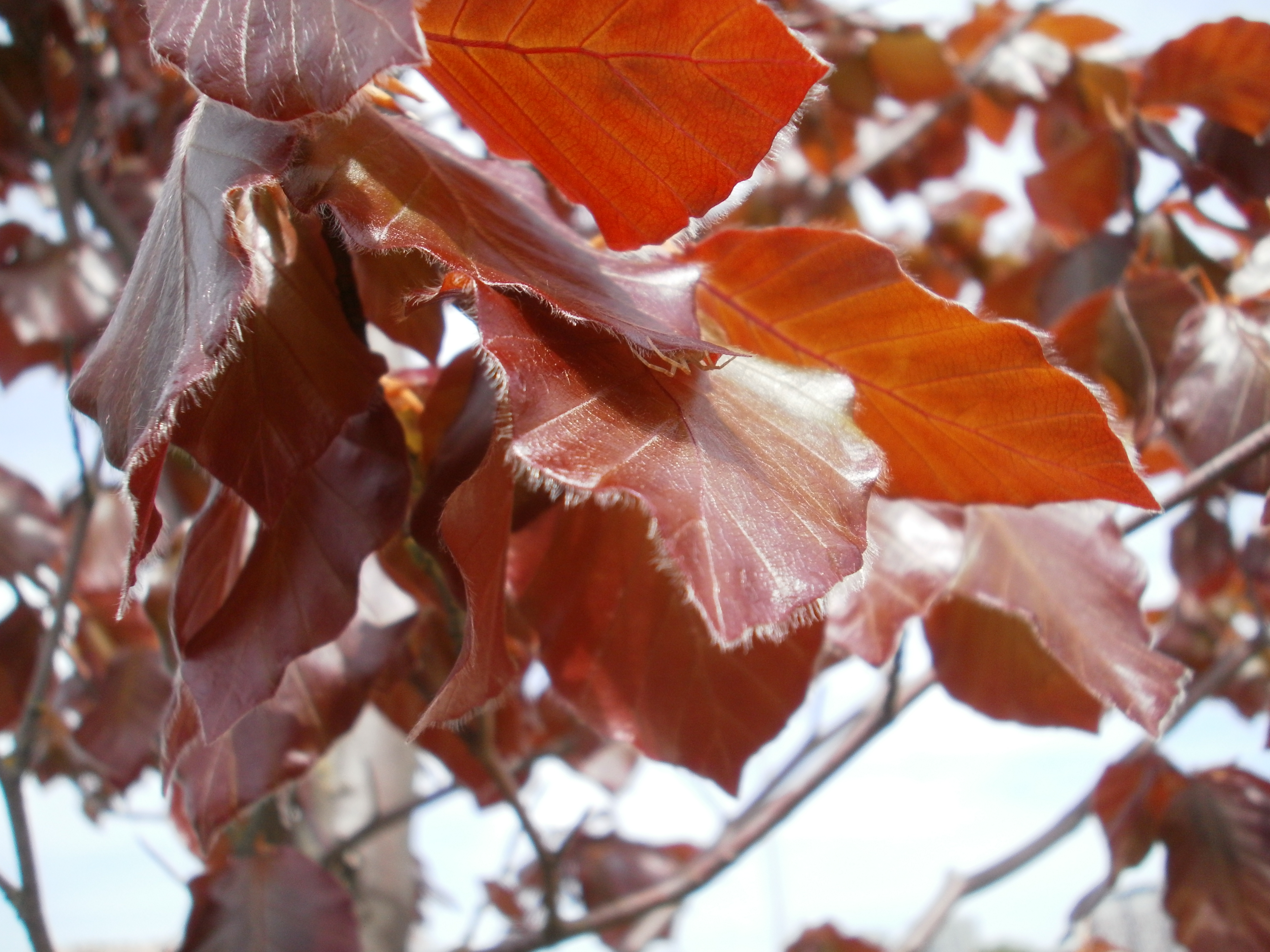
Fulles del cultivar Fagus sylvatica "Atropurpurea"

- Fagus sylvatica "atropurpurea"[26]

- Fagus sylvatica "asplenifolia"[27]